# Faro de Punta Sur
El Faro de Punta Sur está ubicado sobre la costa del Océano Atlántico, al sur de Barbados. Fue construido e iluminado 1852. 
Es el faro más antiguo de los cuatro faros que posee Barbados, y ha sido acuñado en el reverso de la moneda de 5 céntimos de ese país desde 1973.